# Horovo jméno
|                       |
| \| Jméno panovníka \| |
|                       |
| Jméno panovníka       |

| Jméno panovníka |

|                       |
| \| Jméno panovníka \| |
|                       |
| Jméno panovníka       |

| Jméno panovníka |

|                       |
| \| Jméno panovníka \| |
|                       |
| Jméno panovníka       |

| Jméno panovníka |

|                       |
| \| Jméno panovníka \| |
|                       |
| Jméno panovníka       |

| Jméno panovníka |

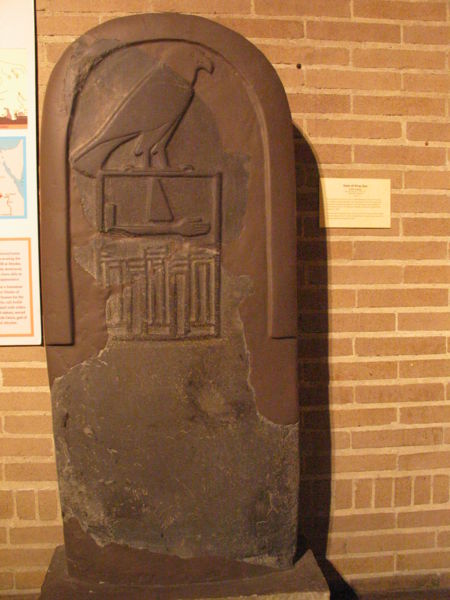
Hor Kaa, 1. dynastie

Horovo jméno je moderní v egyptologii používané označení pro první a původně jediné jméno staroegyptských panovníků. Bylo zapisováno do zvláštního, zpravidla na výšku postaveného obdélníku, tzv. serechu, jemuž zpravidla předcházel (odtud odvozen název) hieroglyfický znak pro zápis jména boha Hora, který tak dostal charakter titulu ve vztahu k nositeli zaznamenaného jména.
Panovník tak byl označován jako „Hor XY“ a byl tedy považován za pozemské vtělení tohoto boha (který byl panovníkovým ka), což vytváří základní ideologický rámec královské moci po celé období egyptských starověkých dějin.
Ještě v době 1. dynastie byla královská titulatura dále rozvíjena. V důsledku tohoto vývoje Horovo jméno později ztratilo povahu skutečného jména a stalo se spíše titulem převážně náboženské povahy.

## Další královská jména
Vývoj panovnické titulatury byl uzavřen na počátku Střední říše, nejpozději od této doby se skládala celkem z pěti jmen uvozených znaky vypovídajících o povaze královské moci. Vedle Horova jména dále obsahovala jména (podle pořadí):
- Obě paní
- Zlatý Hor
- tzv. trůnní jméno nisut-bitej
- rodné jméno Syn Reův